# Taoperdix pessieti
Taoperdix pessieti — базальний викопний вид куроподібних птахів, що існував в Європі в еоцені (40-37 млн років тому).

## Скам'янілості
Викопні рештки виду знайдено у Франції.